# Ciuma lui Caragea
Ciuma lui Caragea a fost o epidemie de ciumă bubonică ce a avut loc în Țara Românească în anii 1813-1814. Cel mai afectat oraș a fost București, iar perioada sa a coincis cu venirea pe tronul țării a domnitorului fanariot Ioan Gheorghe Caragea.